# Unique perceived benefit
Unique perceived benefit (UPB) (vrij vertaald: unieke verkregen voordelen) is in wezen een klantgericht productaanbod, waarbij er vanuit de klant naar een product wordt gekeken. Tegenover de unique perceived benefit staat de unique selling proposition (USP) die grotendeels geformuleerd is vanuit het perspectief van de verkoper en komt voort uit de functies die het product heeft. In plaats van te kijken naar het product uit het oogpunt van de verkoper, kijkt het unique perceived benefit naar de noodzaak vanuit het oogpunt van de klant.
Een UPB-gebaseerd product toont de toekomstige situatie en de motieven veel beter dan welke lijst van willekeurige USP's. 